# عقه
عقه (در عربی: اَلعَقَة) روستای کوچکی از توابع شهر دبا الفجیره در نوار ساحلی کرانهٔ.
دریای عمان از توابع امارت فجیره از امارات هفتگانه دولت امارات متحده عربی واقع شده‌است.

## محدودهٔ عقه
از شمال شرم، از جنوب ضدنا، از مغرب دریا، و از سمت مشرق به کوه حجر محدود می‌گردد…

## ساحل عقه
ساحل عقه یکی از زیباترین جاهای گردشگری و تفریح در امارات فجیره‌است. مسافت بین ساحل العقة و شهر فجیره ۴۹ کیلومتر است.
روستای عقه بین شهر خور فکان و روستای مسافی قرار دارد، و در ۱۵ کیلومتری دبا الفجیره واقع شده است، و در حدود ۹۰ کیلومتر از دبی فاصله دارد. در ساحل عقه هتل ۵ ستاره‌ای نیز وجود دارد…

## جمعیت
جمعیت روستا در حدود ۱۰۵ نفر (۲۳ خانوار) می‌باشند که از اهل سنت و مالکی مذهب هستند…

## فهرست منابع و مآخذ
- دکتر: المجد، کمال، احمد، (دولة الامارات العربیة المتحدة، دراسة مسحیة شاملة) . ، شرکه المصریة للطباعة والنشر: قاهره، چاپ اول، انتشار سال ۱۹۷۸ میلادی. (به عربی).
- رحمة، عبدالرحمن، عبدالله، «(الإمارات فی ذاکرة أبنائها)»، جلد دوم. چاپ القراءة للجمیع للنشر والتوزیع، ابوظبی:، انتشار سال ۱۹۹۰ میلادی.